# Synagoga w Sidrze
Synagoga w Sidrze – nieistniejąca, drewniana bożnica w Sidrze, którą wzniesiono w latach 80. XVIII wieku. Synagoga została spalona przez Niemców w drugiej połowie 1941 roku.

## Historia
Historia społeczności żydowskiej w Sidrze sięga końca XVII wieku. W połowie następnego wieku powstała tu niezależna gmina żydowska. Drewnianą synagogę wzniesiono w latach 80. XVIII wieku, gdy Żydzi stanowili ok. jedną trzecią mieszkańców Sidry.
W drugiej połowie 1941 roku synagoga została spalona przez Niemców.

## Architektura
Synagoga była drewnianym budynkiem z salą główną na planie kwadratu o wymiarach 11,20 × 11,20 m, o ścianach zrębowych z lisicami. Do sali z trzech stron przylegały niższe pomieszczenia, które mieściły sień i dwa babińce. Korpus synagogi został przykryty dwukondygnacyjnym dachem łamanym, z dolną kondygnacją czterospadową i górną, o mniejszym spadku połaci, dwuspadową. Dach został pokryty gontem.
Wnętrze sali głównej o płaskim stropie oświetlały okna bliźniacze, umieszczone po dwa w każdej ze ścian. Polichromowana bima została wbudowana w cztery słupy. Filary te łączyły się ze stropem skośnymi krążynkami, których ornamentalne odeskowanie ozdobiono wklęsłym gzymsem i fasetami z beleczek z ząbkowaniem. Poniżej fasety znajdowała się kratka ze skośnych listew zakończonych motywem przypominającym frędzle. Podium bimy okalały balaski. Polichromowany aron ha-kodesz składał się z trzech kondygnacji i trzech przęseł, zdobionych w bocznych panneaux motywami roślinnymi. 